# N-karbamoil-L-aminokiselinska hidrolaza
-karbamoil--aminokiselinska hidrolaza (EC 3.5.1.87, N-karbamil L-aminokiselinska amidohidrolaza, -karbamoil--aminokiselinska amidohidrolaza, -karbamoilaza, N-karbamoilaza) je enzim sa sistematskim imenom N-karbamoil--aminokiselina amidohidrolaza. Ovaj enzim katalizuje sledeću hemijsku reakciju
-karbamoil-L-2-aminokiselina (2-ureido karboksilat) + H2O {\displaystyle \rightleftharpoons } L-2-aminokiselina + NH3 + 2
Ovaj enzim zajedno sa EC 3.5.1.77 (N-karbamoil--aminokiselinskom hidrolazom), EC 5.1.99.5 (hidantoinskom racemazom) i hidantoinazom, formira deo reakcione kaskade poznate kao hidantoinazni proces.

## Literatura
- Nicholas C. Price; Lewis Stevens (1999). Fundamentals of Enzymology: The Cell and Molecular Biology of Catalytic Proteins (Third изд.). USA: Oxford University Press. ISBN 019850229X.
- Eric J. Toone (2006). Advances in Enzymology and Related Areas of Molecular Biology, Protein Evolution (Volume 75 изд.). Wiley-Interscience. ISBN 0471205036.
- Branden C; Tooze J. Introduction to Protein Structure. New York, NY: Garland Publishing. ISBN 0-8153-2305-0.
- Irwin H. Segel. Enzyme Kinetics: Behavior and Analysis of Rapid Equilibrium and Steady-State Enzyme Systems (Book 44 изд.). Wiley Classics Library. ISBN 0471303097.

## Spoljašnje veze
- N-carbamoyl-L-amino-acid+hydrolase на 